# 颱風麥莎
颱風麥莎（英語：Typhoon Matsa，國際編號：0509，聯合颱風警報中心：09W，菲律賓大氣地球物理和天文管理局：Gorio）為2005年太平洋颱風季第九個被命名的風暴。「麥莎」一名由寮國提供，有美人魚之意。
由於麥莎在中國大陸造成重大損失，因此「麥莎」一名在風季後被除名，由「帕卡」替代。

## 形成歷程
7月31日午夜12時在10°30′N 136°00′E / 10.5°N 136°E开始形成熱帶性低氣壓。8月1日增強为熱帶風暴；8月2日增強为颱風。8月3日午夜12时掠過臺灣北部海面，發佈海上颱風警報；18時發佈陸上颱風警報。8月4日11時，麥莎於日本沖繩縣石垣島登陸8月5日12時臺灣解除陸上颱風警報，19時40分登陸浙江省台州市玉環縣沙門鎮。8月6日0時，臺灣解除颱風警報。
在中国大陆地区，登陆浙江台州后，向西北方向移动，7日转向偏北，其減弱為低壓區後，先后穿越浙江省、安徽省、江苏省和山东省。最后在辽宁省消散。

## 災害及影響

### 日本
8月4日上午，石垣島出現13級強風，海浪高達10公尺。石垣島和宮古島上4千多戶居民停電。由兩地起飛的班機全面停飛。

### 臺灣
馬莎對臺灣的影響由8月4日開始產生，僅8月4日一日，桃園、新竹、苗栗山區一帶的雨量快速累積，8月4日一整天累積雨量最高的地方在新竹縣尖石鄉的白石（石門水庫上游），有569mm，平地累積最高雨量為217mm，出現在台北市北投區的石牌。
自8月4日至8月5日下午，石門水庫上游山區的雨量累積已經超過1000mm。
- 8月4日至5日上午，臺灣約有5萬戶發生停電。由於雨量太大，所挾帶的泥沙超過淨水廠處理能力，在桃園地區共有9萬戶停水，新竹地區有10萬2千。
- 經行政院農委會統計，農業損失約新臺幣4689萬元。
- 阿里山森林鐵路60公里又130公尺處，發生大量土石坍方，8月6日班次全部停駛。

### 中国大陆
8月6日，颱風麥莎自浙江省台州市玉環縣沙門鎮登陸，中心風力達12級。颱風麥莎是继颱風芸妮后，对中国影响最严重的台风。台风经过途中出现大风、暴雨，造成洪涝、山地灾害。
- 8月6日上海的浦東機場與虹橋機場，大約有200多個航班受到影響而延誤。
- 台风对中国大陆共造成3064.2万人受灾，20人死亡，直接经济损失人民幣177.1亿元。
- 对江南有较大影响。

## 熱帶氣旋警告使用紀錄

### 台灣
| 交通部中央氣象局 颱風警報 | 交通部中央氣象局 颱風警報 | 交通部中央氣象局 颱風警報 |
| ------------------------- | ------------------------- | ------------------------- |
| 上一熱帶氣旋              | 海上颱風警報              | 下一熱帶氣旋              |
| 強烈颱風海棠              | 海上颱風警報              | 強烈颱風泰利              |
| 強烈颱風海棠              | 陸上颱風警報              | 強烈颱風泰利              |

## 外部連結
- （日語）http://www.jma.go.jp/ （页面存档备份，存于） 日本氣象廳首頁
- （英文）http://www.usno.navy.mil/JTWC/ （页面存档备份，存于） 聯合颱風警報中心首頁
- （简体中文）https://web.archive.org/web/20120928121548/http://www.nmc.gov.cn/ 中央氣象台首頁
- （繁體中文）http://www.cwb.gov.tw/ （页面存档备份，存于） 中央氣象局首頁
- （繁體中文）http://www.hko.gov.hk/ （页面存档备份，存于） 香港天文台首頁
- （繁體中文）http://www.smg.gov.mo/ （页面存档备份，存于） 澳門地球物理暨氣象局首頁